# はいぱーぽりす
『はいぱーぽりす』は、MEE（みいくん）による少年漫画、およびそれを原作とするメディアミックス作品。

## 概要
人類が衰退し、人と妖魔が共存するようになった世界で凶悪な犯罪者と戦うバウンティハンター（賞金稼ぎ）にして警官である獣人（人と妖魔の混血）達の活躍を描いた作品である。作中では聖暦という架空の紀年法を用いており、物語開始時点で聖暦22年とされている。
原作は1992年から2004年まで『月刊コミックドラゴン』・『月刊ドラゴンマガジン』（共に富士見書房発行、角川書店発売）に連載された。全10巻。
アニメは1997年4月3日から9月25日までテレビ東京で放送。全25話。
小説は1997年6月から11月まで富士見ファンタジア文庫（富士見書房）から発売。巻末の「解説」（MEE）によると、喫茶店で友人からコーヒー1杯分の代金で買った企画のうちの一つで、構想に10年が費やされたものである。
『月刊コミックドラゴン』掲載時、第一話は『有限ぽりす・かんぱにー』 というタイトルだったが、第二話で『はいぱーぽりす』に変更された。

## 登場人物

### ポリスカンパニーの人物
笹原夏姫（ささはら なつき）
- 種族：猫又ハーフ 性別：メス 年齢：17歳（以下すべて聖歴22年時）
- 職業：バウンティーハンター
- 所属：「ポリスカンパニー（PC）」のち、「グレイカンパニー（GC）」

本作の主人公。人間の父と猫又の母との間に生まれた猫又ハーフ。正確にはエジプトの太陽神バステトと、考古学の発掘調査にエジプトを訪れた笹原教授の一人娘であり、その血筋ゆえに強大な魔力を持っている。容姿は尻尾と猫耳以外はほぼ人間の美少女そのもので、尻尾は普段は1本で怒った時だけ二又になる。なお、人間の耳と猫の耳で計4つの耳がある。
オリハルコン製の愛刀と格闘技を駆使した接近戦を好む。銃も使用するがかなり不得意。また、「風神」と「雷神」と名付けたネズミのような生物「雷蟲」を常に2匹寄生させており、その力を借りた電撃は非常に強力。さらにキャリアを重ね、時空間を歪めて自在にゲートを開く能力を獲得する。反面自己抑制に欠け、興奮して電撃を無差別に撒き散らしたり、ゲートを太陽に繋げて炎を噴き出したりと周囲に甚大な被害を与えることもしばしば。
性格は基本的におっとり型で、危機的状況にあっても妄想に浸れるほどの天然ぶりだが、仲間や仕事への執着は強い。人間の血が濃いと言われるが、ネコ缶やキャットフードを平気で食べる、ネコじゃらしや球にじゃれついて我を忘れるなど、猫の性質も色濃く表れている。情緒不安定になったり性行為に対して潔癖な反応を示したりと思春期の少女としての一面もよく見られる（ただし、恋愛に関しては相当な無知かつ無理解）。幼い頃から友人がいなかったようで「ひとりぼっちになる」ということを人一倍恐れている節があるが、桜一家を皮切りに、父、吉村、フォンヌ、ポー、バタネン、転生した母と入れ替わり立ち代り笹原家で寝食を共にする者が増えていく。
買い物中犯罪者に人質にされたところを電撃で撃退したことでバタネン藤岡にスカウトされ、民間の私設警察会社「PC」のバウンティーハンター（賞金稼ぎ）となった。格闘技や剣術をいつ頃から身につけていたかは不明だがキャリア1年程度で「PC」のNO2となり、「PC」倒産後新たに立ち上がった「GC」でもトップの成績をあげ、狩猟の才能を遺憾なく発揮する。失敗や周囲へ及ぼす被害も圧倒的なため成績に比して評価は高くなく、むしろクビになってもおかしくないと言われることもあるが、実力的にはトップクラスのハンターの1人である。ハンターの間でもかなり早くから危険な電撃猫娘として名が知られるようになっていた。バタネン藤岡とは両想いでありながら付かず離れずの関係を続けていたが、勢いから結婚話が飛び出してからは駆け足で関係が進み、周囲に心配されながらも聖暦25年に無事結ばれた。新婚当初は色ボケして地に足つかない状態だったが、それでもマシンガンを持った犯罪者を素手で圧倒する。以後も夫婦で「GC」所属のバウンティーハンターを続けているが、日報の提出を3年分滞らせるなど、デスクワークは苦手。
穆淸院門前稲荷桜（ぼくせいいんもんぜんいなりさくら）
- 種族：妖狐 性別：メス 年齢：191歳
- 職業：バウンティーハンター
- 所属：「ポリスカンパニー（PC）」のち、「グレイカンパニー（GC）」

兵庫県尼崎でれっきとした神の使い、正一位として祭られている九尾の狐を母に、ボケ老人同然の陰陽師を父に持つ。容姿は狐の耳と尻尾以外は人間と変わらない。怒ると尻尾がパンパンに膨れ上がる。
銃の扱いに長け、飛行能力と上手く組み合わせて追撃や先回りして空中から銃撃するシーンが多く見られる。他に狐火を使えたり夏姫同様雷蟲を1匹持っているが、たまに怒りにまかせて使うくらいで仕事上の戦闘ではほとんど使うことがない。無駄玉を使って弾丸代がかさむのを嫌い、リボルバーを愛用している。
基本的に自分本位かつしたたかな性格で、夏姫とはまた違った形でのマイペースぶりではあるが、家族に対してはとてもかいがいしい。また金勘定に厳しくいかにも大阪の商人的な言動がしばしば見られる。自身は8と1/5尾しか持たない妖狐で、マッハでの飛行も可能な高い魔力を持つものの、化けることが出来ずコンプレックスを感じている。
幼い頃は尻尾が一本しかなく揶揄の対象であった様子で、九尾の狐となるため数十年放浪した後新宿へ流れ着き夏姫と出会う。初めは高い魔力を持った夏姫の生き胆を食べることを目的としており、夏姫の近くで隙をうかがうために「PC」に入社し、夏姫とコンビを組むこととなる。
部屋を借りるとお金が勿体無いとホームレス同然の生活をしているのを見咎めた夏姫に強引に居候させられ、これ幸いと再三寝込みを襲おうとするが失敗続き。公私両面で行動を共にしていくうちにいつしか友情で結ばれ、当初の夏姫を食べるという目的はどうでもよくなった様子。戦国時代からタイムスリップしてきた千倉朔之進に惚れ、折りよく発情期を迎えたために半ば理性を無くしながらトイレで襲いかかり、その結果子供を3人（匹）産んで事実上夫婦関係を作り上げた。
その後夏姫宅を子供の狐火で半焼させ一家でマンションに移ったり、再建された夏姫宅に居候したりと幾度か住まいを変えながら周囲を騒がせている。一時期殺生石の弾丸で撃たれ魔力を失い老いた姿となってしまい、前線に出られず「GC」で事務仕事をしていたが、ささいなキッカケから化けられるようになり元の若い姿に化けて復帰した（ついでに尾も9本にして化けている）。
聖暦25年春、「GC」大阪支社長になり、神の眷属としてゲートの開き方を覚えたことで職場の大阪と夫が移住した中国大陸、東京の夏姫宅を気軽に行き来している。なお、彼女が支社長に抜擢されたのは、能力以外に因果律の強さからグレイの近くにいると不都合なので遠ざけられたという理由もある。
バタネン藤岡（バタネン ふじおか）
- 種族：人狼（ワーウルフ） 性別：オス 年齢：30代中盤
- 職業：バウンティーハンター
- 所属：「ポリスカンパニー（PC）」のち、「グレイカンパニー（GC）」

獣の耳と尻尾と毛皮を持ち顔立ちもやや獣っぽさがあるが、普段はかなり人間に近い。興奮すると口や鼻がかなり狼の姿に近くなり、特に性的に激しく興奮した時は狼そのもの。
バウンティーハンターとして非常に優秀で名も通っている。圧倒的な身体能力と優れた射撃の腕で遠近共に高い戦闘能力を発揮するだけでなく、豊富な経験と力強いリーダーシップで名実ともに「PC」NO1であった。またワーウルフの特徴として凄まじい耐久力と再生力を持ち、不死身を自称している。実際銃撃で脳漿を飛び散らせても満月になればすぐ再生すると軽く言ってのける事からも、余程のことがない限り死なない体と思われる。
やや粗暴で間抜けな面もあるが、基本的には頼り甲斐のある大人の男。夏姫のバウンティーハンターとしての先輩であり想い人である。自身も夏姫にベタ惚れしているが、男としての気持ちと保護者としての気持ちの板挟みになり、募りに募った欲望で身も心も獣になりそうな自分を必死に抑えている。かつてはゆきずりの女性やストリートガールと派手に遊んでいたようで、同僚から夜の帝王と呼ばれたりラブホテルを所有していたりするが、真面目な恋愛に不慣れなのか性的なことに潔癖気味な夏姫に対してはずっと強くアプローチできずにいた。
吸血鬼と従属の契約をした祖父がいたこととトミィと血縁らしいこと以外は家族関係など一切不明。出身地のペンシルベニア州から日本の新宿に移住した経緯も不明であるが、後に吸血鬼が祖父の結んだ契約の履行を求めて追ってきたことが関係している様子。夏姫をスカウトして以来常に夏姫の暴走の最大の被害者であり続け、時には刑務所に放り込まれ、時には2人の仲に反対した夏姫の父親に庭の犬小屋に鎖で繋がれるなど、散々な扱いを受けている。それでも懲りずに傍で見守り続けてどうにか結婚に至り、夫婦で「GC」のバウンティーハンターを続けている。
ちなみにバタネンは人間が保護の対象となる以前に人間を食べたことが幾度かあるようだ。
トミィ藤岡（トミィ ふじおか）
- 種族：人狼（ワーウルフ） 性別：オス 年齢：17歳
- 職業：バウンティーハンター
- 所属：「ポリスカンパニー（PC）」のち、「グレイカンパニー（GC）」

獣の耳と尻尾と毛皮を持つ。バタネンより顔立ちにも毛皮にも獣っぽさが色濃く出ているが、幼い顔立ちのせいか狼というより犬のようである。
直接的な戦闘能力に関しては目立った特徴が無くバタネンやフォンヌといったエース格には見劣りするが、警視庁や大手民間警察会社のコンピュータに侵入したり、古書でかじった知識や歴史をスラスラ説明したりと、非常に博識かつ情報収集能力に優れている。また跳躍力は3m程度、再生力は日本刀で腹を割かれても全治1週間と、バタネン同様ワーウルフとしての身体的特徴は備えている。成績的には「GC」での業績グラフからヌプーや近藤とほぼ同格であることがうかがわれる。
バタネン同様ペンシルベニア州出身で、バウンティーハンターとしての相棒でもある。性格も容姿同様狼というより犬そのもので、特に女性から強硬な態度に出られたり命令されたりすると本能的に従ってしまう。とは言え主張すべきことはしっかりと主張するだけの気概は持っており、下僕と言うより自ら喜んで従いたい相手に従うという忠犬気質である。また周囲の人間の性格をよく把握しており、主要な登場人物の中では一番他者への気遣いが出来る人物でもある。他人に水泳を教える時だけスパルタになる。
警視庁四大精霊使いの一人、水のポーに惚れ込み、最初は嫌悪すらされていたが必死にアプローチを続けデートを楽しむ仲になる。いつの頃からか正式に恋人となり、ケンカやすれ違いをしながらも時間をかけてゆっくりと愛を育んでゆく。ヌプーは先輩のバタネンを立ててこっそり付き合っていると言うが、幾度もデートを重ねていたことは誰もが知るところであり、より仲が深まってからは職場でも周りがあてられるほど堂々とイチャイチャしていた。ポーの妊娠疑惑をきっかけに正式にプロポーズし、結果的に妊娠は勘違いだったためすぐに結婚には至らなかったが、夏姫とバタネンの結婚からしばらく後の聖歴25年冬に本当にポーが妊娠したことで夫婦となった。夫婦で「GC」のバウンティーハンターを続けているが、聖暦27年までのわずかな期間に19人もの子供を作って育児休暇中。
ストリップショーを見て鼻血を流して動揺したり、ポーを白昼公園で堂々と押し倒したり、また別の機会に発情期で我を失いポーと結ばれた後謝ってしまったりと、性的に奥手だったり積極的だったり相手や時節によってまちまちである。また初登場時や序盤ではまだ主要キャラクターとして固まっていなかったのか、夏姫への情欲をたぎらせたバタネンに尻を掘られたような描写があったり、バタネンとともに泥酔して同郷の女性を部屋に連れ込んだり、過激な出来事がサラッと描かれている。
近藤直子
- 種族：人間 性別：女性 年齢：不明
- 職業：バウンティーハンター
- 所属：「ポリスカンパニー（PC）」のち、「グレイカンパニー（GC）」

ポリスカンパニー八王子支店から新宿へ転属してきた、女性ながら逞しく鍛え上げられた肉体の持ち主。右目に3本爪の傷跡がある。
肉弾戦でもその辺りのチンピラ魔物には負けないが、人間の生物的限界として体格が桁違いの魔物相手にはどうしても銃頼りになる。そのためか拳銃よりもショットガンやアサルトライフルのような強力な銃器を好んで使う。「GC」設立後は飛行戦闘機F・エルフを駆り、フォンヌには及ばないながらも好成績をあげている。
性格は男勝りという言葉がピッタリだが、可愛らしい私服を着たり結婚や恋愛に羨望のまなざしを向けるなど、女性的な面も無理に隠すことなく表に出す。思ったこと、好きなこと、嫌いなことをハッキリと表現する性格。
幼いころに両親を魔物に殺されたために魔物や妖怪の類を憎んでおり、転属直後には夏姫と組まされそうになり嫌悪感を隠すことなく断ったが、一度ピンチを救われたことから魔物に対する偏見は特に見られなくなった。「PC」倒産後は「MPC」に移り、「GC」設立後は再び移籍した。フォンヌとは馬が合ったようで、仕事でコンビを組むだけでなく私生活でも付き合いがある様子。
桜の存在の消えたif世界においては千倉朔之進と出会ったのは（夏姫とコンビを組み続けていた）彼女で、結婚・懐妊していた。また、桜と結ばれた世界でも朔之進に対しては乙女な態度を見せている。
ヌプー
- 種族：人獅子（ワーライオン） 性別：オス 年齢：不明
- 職業：バウンティーハンター
- 所属：「ポリスカンパニー（PC）」のち、「グレイカンパニー（GC）」

明記はされていないが、おそらくライオンの獣人。容貌はまさに服を着て二足歩行するライオンそのもの。バウンティーハンターとしての活躍はあまり明確ではないが、ある月の個人成績ではトミィや近藤よりやや上、フォンヌによりやや下であった。言動から立場的にはリーダー格と思われる。バタネンとは仕事の上で信用しあっているだけでなく親しい友人でもある様子で、酒を酌み交わしてはハントの打ち合わせや恋愛に関する説教をしている。新人の来々について面倒を見たりと、何かと世話焼きな性格。
鬼丸天童
- 種族：鬼 性別：オス 年齢：不明
- 職業：バウンティーハンター
- 所属：「ポリスカンパニー（PC）」のち、「グレイカンパニー（GC）」

明記はされていないが、なまはげのような鬼の種族。見た目は体より大きい鬼の顔を持つなまはげそのもの。「PC」時代も「GC」時代も主任と呼ばれており、現場に出るよりも書類仕事の遅れやミーティングの遅刻を注意している姿のほうが多い。おおらかな性格でいつもニコニコしているが、だらしない夏姫はよく叱られている。ワカサギ釣りにはまっている。
無駄神
- 種族：神 性別：男性 年齢：500歳
- 職業：ポリスカンパニー係長
- 所属：「ポリスカンパニー（PC）」のち、「グレイカンパニー（GC）」

背が低くやや肥満気味な長髪のくたびれた中年のよう姿をしているが、一応神の端くれ。「PC」係長時代はロクに仕事をしていなかった。一日のこづかいは500円。

### グレイカンパニーの人物
グレイ・サマンサ
- 種族：悪魔 性別：メス 年齢：27歳
- 職業：ポリスカンパニー経理、のちグレイカンパニー社長
- 所属：「ポリスカンパニー（PC）」のち、「グレイカンパニー（GC）」

コウモリのような羽を持ち、ビン底メガネをかけた背の低い女性。原作では、桜がかすみを殺しに戦国時代にタイムスリップした結果発生したifの世界で初めて登場した。そこでは倒産した「PC」を買い取ったグレイが「MPC」を凌ぐ程に大きくした「GC」が存在していたが、夏姫が桜を止めたために消失。元の世界で予定より大幅に遅れながらもやはり「GC」を立ち上げた。悪魔なので因果律に縛られず、if世界の記憶も持っている。また空間を歪めゲートを作ることもできる。
なお「PC」倒産の原因は経理が帳簿に穴をあけたことだったが、グレイがその張本人かどうかは不明。GCの大株主であるエンジェル富田に求婚されているが、属性の反発から自分が消滅してしまうと恐れている。
中華屋来々（らいらい）
- 種族：ワーキャット 性別：メス 年齢：不明
- 職業：バウンティーハンター
- 所属：「グレイカンパニー（GC）」

横に伸びた長い獣の耳とウサギのような丸い尻尾を持った獣人。人間の耳は持たないので人間とのハーフではないと思われる。つぶらな瞳と人懐っこい笑顔が特徴的。
ポーよりさらに後に入社した新米バウンティーハンターで、更衣室や喫茶店らんぷで夏姫やポーらと共に居る姿が唐突に見られるようになった。明るく素直な性格だがハンターとしてはあまり優秀でなく、無難にこなしながらも目立った戦果はあげていない。それどころか後に「GC」堂々1位の被弾率を誇るようになる。さらには常に一緒にいるわけでもないのにバタネン並みに夏姫の暴走の被害に合い、幾度か死にかけている不幸な子。ハントでは夏姫について来ることもあったが、主にヌプーが教育担当をしている。いつまで経っても手が離せないのか、後々までヌプーと組んでいるようだ。
初登場は前述のifの世界で、「GC」の後輩として1コマだけ登場している。この時制服は「PC」のものであった。
ハイアット
- 種族：恐竜のような獣人 性別：オス 年齢：不明
- 職業：バウンティーハンター
- 所属：「グレイカンパニー（GC）」

### マッドポリスコーポレーションの人物
フォンヌ・ウォークレイ
- 種族：人間 性別：女性 年齢：24歳
- 職業：バウンティーハンター
- 所属：「マッドポリスコーポレーション（MPC）」のち、「グレイカンパニー（GC）」出向

引き締まった顔立ちの、金髪を切り詰めた女性。警視庁と勢力を二分する大手民間警察会社「MPC」の社長令嬢であり、自身も「MPC」所属のバウンティーハンター。
ポーのような特殊能力を持たない普通の人間でありながらトップクラスの凄腕ハンターであり、戦闘能力や状況判断力など総じて優れている。接近戦も銃撃戦もオールマイティにこなすが、特に高機動の飛行戦闘機F・エルフを巧みに駆ってのハントが特徴的。
仕事の上では冷徹かつ自信家で競争心をたぎらせる力強い女性だが、プライベートでは恋人に甘え他人の世話を焼く年頃の女性でもある。当初は何かと毒舌で刺々しく接してきたが、同業他社としての営業上の態度という側面が強い。長らく海外にいた恋人の吉村が帰国し、また夏姫らと所属が同じになった頃から急速に人当たりが柔らかくなった。公私をキッチリ分けるタイプでプライベートでは容易に地を見せるが、恋人の危機と聞いて会社のF・エルフで後先考えず飛び出そうとするなど、激情的な面も持つ。吉村とともにボランティア活動をしており、「心の洗濯」「自己満足のためのボランティア」と自嘲ではなく胸を張って公言する。
夏姫や桜が追っていたターゲットを目前で颯爽と仕留めていく、ターゲットをその子供の目の前で躊躇無く撃ち抜きせせら笑うなど、仕事の厳しさを夏姫に突きつける存在として現れるが、恋人の吉村が夏姫の父である笹原教授の助手であったことから、プライベートでの付き合いが生じることとなった。吉村が笹原家で寝泊りしだしたことを受けてフォンヌまで笹原家に居候状態となり、さらに「MPC」から「GC」に出向となったため吉村が再び笹原教授と海外へ出掛けた後も完全に笹原家に居付いてしまった。
仕事で気を張っている反動か、前述の通り笹原家の暮らしでは早々に素を見せ馴染む。ネズミ窃盗団による偽夏姫事件で夏姫の目前でバタネンを撃ち抜いたことを気にして一旦は笹原家を出る事を考えるも、全く気にした様子のない夏姫のメールを見て思い直したのか、その後は特に顕著に笹原家でくつろいだ姿を見せるようになった。聖暦25年秋に出向期間を終え再び「MPC」に戻った後、吉村とともにボランティアのNPOを設立した。「MPC」は父親である社長と折り合いが合わず追い出したらしいが、本人がバウンティーハンターを続けているかどうかは不明である。
ロード・ウォークレイ
- 種族：人間 性別：男性 年齢：不明
- 職業：マッドポリスコーポレーション社長
- 所属：「マッドポリスコーポレーション（MPC）」

フォンヌの父親。警視庁と勢力を二分する大手民間警察会社「MPC」の社長。筋骨隆々の中年男性。「GC」設立に出資した大株主の一人。
娘の結婚が悩みの種。吉村をヤサ男呼ばわりして娘との仲を認めておらず、幾度と無く見合いの話を持ちかけてはフォンヌの怒りを買っている。見合い相手に選ぶのは相手は自分と同じ筋骨隆々で政略結婚の成立する相手（MPCの後継者探しも兼ねている）。結局折り合いがあわず、後に娘に上手いこと「MPC」社長の座から追い出されてしまったらしい。

### OGU警備保障の人物
福助
- 種族：人間 性別：男性 年齢：不明
- 職業：OGU警備保障社員
- 所属：「OGU警備保障」

出っ歯にメガネ、関西弁が特徴。OGU警備保障で犯罪者の手配、引き受け、引き渡しなどを担当している。桜以上に大阪の商人風で金勘定に厳しい。

### 警視庁の人物
ポー・ド・ロックフォール
- 種族：人間 性別：女性 年齢：24歳
- 職業：警察官のち、バウンティーハンター
- 所属：「警視庁第8班」のち、「グレイカンパニー（GC）」

警視庁四大精霊使いの一人、水の精霊使い。警部補。端麗な容貌に長い金髪、ローブ姿と周囲に浮いた球体が特徴的な女性。
水を自在に操り、戦闘では主に巨大な氷塊で攻撃したりターゲットを氷漬けにして捕獲する。警視庁時代は基本的に組織だった動きが常だったため、バウンティーハンターとなった当初は戦闘のテンポについていけないなど経験不足ゆえの失敗もあったが、暴走しがちな夏姫よりも安定した高い精度で絶大な能力を行使でき、現場に慣れてからはフォンヌと成績を争える程の実力者。
常に体の周りに6, 7個の球体が浮いていてポーの身を守る結界となっているが、ポーがびっくりする、落ち込む、疲労困憊といった状態になったり、精霊の少ない場所に来ると落っこちてコロコロ転がっている。水を操る以外にもゲートを封じる力もあり、自身も一度意図せず空間に穴を開けたことがあるらしい。なお精霊使いは警視庁に地水火風それぞれ1人ずつ所属していたが、精霊使いという言葉がそのまま個人を示すほどの通り名となっているため、世界中でどの程度希少な能力なのかは不明だが、少なくとも劇中ではそれぞれ唯1人の希少な存在である。
当初は上品で丁寧な物腰ながらも堅物なことで有名で、あまり感情を表に出そうとしない人付き合いの苦手な性格であったが、トミィやその周囲の人間と付き合ううちに表情豊かになっていく。一見冷静沈着を装っているが想定外の事態には弱いところや、一旦怒ると手が着けられないほどヒステリックになるところは当初から変わらないままである。嫉妬深くもあり疑惑を抱くと攻撃的になり、問答無用で氷漬けにされる。曾祖母と二人暮らしで、家には大量の人形がありその全てに名前をつけている。特に父の形見であるぬいぐるみのブロイちゃんはどんな時でもマントの下に持ち歩くほど大切な宝物。水の精霊使いなのにカナヅチ。
トミィに惚れられ、その従僕気質に当初は嫌悪感を抱いていたが、溺れたところを助けられたり熱烈なアプローチを繰り返されるうちに付き合うようになり、日々愛情を深めていく。作品中盤まで警視庁勤務の公務員であったが、火の精霊使い不破や風の精霊使いリシェルの自己中心的な振る舞いとその尻拭いに耐えかねキレてしまい、巨大な氷塊で警視庁を半壊させたうえ三日三晩凍結させ戒告と減俸処分となる。そこをトミィに誘われて「GC」に移籍し、民間のバウンティーハンターとなった。その後は新人教育の一環として夏姫と、バタネンが刑務所に入ってからは空いたトミィとコンビを組み、復活した夏姫・桜コンビとともに成果を挙げていく。
警視庁時代はぬいぐるみや人形以外には同僚の下田しか友達がいなかったが、移籍後はトミィだけでなく夏姫やフォンヌといった同僚と談笑する姿も見られるようになった。特に夏姫相手には未熟な恋愛観を見るに見かねて説教をしているうちに笹原家に入り浸るほど壁を無くしてゆき、世話の焼ける友人といった認識を持つようになっていく。生理の遅れと精霊使いとしての力を失ったことで自分が妊娠したものと勘違いしてトミィと婚約したが、妊娠はポーの勘違いですぐに力も取り戻した（なぜ力を失ったのかは不明）。後の聖歴25年冬、本当に妊娠し結婚。バウンティーハンターを続けながら2年少々の間に5つ子、8つ子、6つ子と矢継ぎ早に多産を繰り返し、大家族の母となる。
不破（ふわ）
- 種族：人間 性別：男性 年齢：不明
- 職業：警察官
- 所属：「警視庁」（班は不明）

警視庁四大精霊使いの一人、火の精霊使い。警部補。20代風のやや痩せこけた容貌。炎を自在に操り、水のポーと同じくその能力は強大だが、呪文を最後まで唱えずに省略するといういい加減な術の行使をするので精度は高くない。省略したぶん素早く大規模な術を連発するが狙いが正確にならず、その上犯罪者を前にしては攻撃一辺倒になるので、周りを省みず民家や商店を巻き添えにしながら爆炎を撒き散らす端迷惑な人物。その後始末には毎回ポーが奔走させられている。ポーがGCに移籍してからは無茶無謀な行動を改める必要が生じたと考えられる。
リシェル
- 種族：人間 性別：女性 年齢：不明
- 職業：警察官
- 所属：「警視庁」（班は不明）

警視庁四大精霊使いの一人、風の精霊使い。警部補。派手な服装の若い女性。鑑識の1人とともに海外研修に出ていたが帰国した。不破のように呪文の省略はしないが、自己中心的な性格で悪気がないために行動は破天荒。正確かつ強大な術でなおかつ周囲を巻き込むことを厭わない点では不破より性質が悪い。ポーの大事にしていたぬいぐるみを勝手に捨てたあげく汚いボロ雑巾呼ばわりした（本人はよかれと思って新しいぬいぐるみと交換した）ためにポーの激しい怒りを買い、警視庁初の半壊と機能停止、さらにはポーの警視庁退職の直接の原因となった。
ロー
- 種族：人間 性別：男性 年齢：58,9歳？
- 職業：警察官
- 所属：「警視庁」（班は不明）

警視庁四大精霊使いの一人、土の精霊使い。警部補。定年退職を目前に控えた老人。劇中能力を使用したのは使い魔の土蜘蛛を使役した1度のみだが、他の3人同様強力な術者。定年後は多くの民間警察会社からのスカウトが予想されたが、早めに接触し賄賂を贈っていた桜の計略によって「GC」に再就職する。
下田（しもだ）
- 種族：人間 性別：女性 年齢：24歳
- 職業：警察官
- 所属：「警視庁」（班は不明）

警部。黒髪でのんびりした雰囲気を持つ。職務内容は不明だが、戦闘などには深く関わらず主に捜査活動を行っている。過去に2度、夏姫がゲートで太古からひっぱりこんだ恐竜の体を落し物扱いで処理している。ポーにとっては警視庁時代唯一の友人であり、警察学校から付き合いのある同期。ポーの個室を訪れては紅茶やお菓子を楽しんでいた。その関係はポーの退職後も変わらず続いており、ポーとトミィの恋愛の進展を応援しながら表情豊かになっていく友人の変化を間近で楽しんでいる。
真田（さなだ）
- 種族：人間 性別：男性 年齢：不明
- 職業：警察官
- 所属：「警視庁」

風のリシェルとともに海外研修に出かけていた鑑識。口寄せによって被害者の霊を呼び出せる。なぜかポーがカナヅチという秘密を知っていた。

### 民間人
笹原一郎（ささはら いちろう）
- 種族：人間 性別：男性 年齢：不明
- 職業：大学教授
- 所属：帝国大学

夏姫の父。純血な人間で血統書もあるらしい。権威ある考古学者だが、奇行奇説で有名で学会では異端視されている。非常にアクティブな性格で、思い立ったら即行動に出るタイプ。長期の発掘調査で頻繁に海外に出ているため、大学の講義は10年前から同じビデオを使い回している。
エジプトで発掘調査中に猫の神様である太陽神バステトと出会い、神人間結婚を果たす。妻と死別してからのフィールドワークは世界のどこかで転生したであろう妻捜しを兼ねていた。2年前夏姫に生活費を渡し忘れたまま海外に出ていたが、聖暦24年に帰国した際には娘の仕事に反対し大騒動を巻き起こした。その後も再び旧中国大陸にフィールドワークに出たりと活動的な日々を送っていたが、猫に転生した妻のほうが実家を訪れ無事再会した。
夏姫とバタネンの結婚に際しては、娘を放置して保護者としての責任を果たさずにいたことは棚に上げて反対と無茶ぶりを繰り返していたが、めぐみが自分よりヒドイ要求を（わざと）ぶち上げたことでバタネンの立場を客観視できたため、許可を出した。
笹原めぐみ（ささはら めぐみ）
- 種族：神（体は猫） 性別：メス 年齢：不明
- 職業：主婦兼パート
- 所属：「グレイカンパニー（CG）」

夏姫の母で、太陽神バステト。猫耳と尻尾を持ったやや幼顔の美しい女性で、若い頃は夏姫の髪をのばし乳を小さくしたような姿。エジプトを訪れていた笹原教授によって発掘され、恋に落ちて結婚。日本へ渡って夏姫を産む。その後、何らかの理由で夏姫が幼い頃に亡くなったが、誤ってエジプトで普通の猫の体に転生してしまった。
苦労して日本の笹原家に辿り着いてみれば夫はすっかり肥満体、家族には気付いてもらえずと、ショックを受けながらも無事再会。体は尾が二又な以外は普通の猫なため主婦として日常生活を送るには苦労があるようだが、中身は太陽神なので風神雷神を借りれば時空間ゲートを開いたりプラズマで石神井池を干上がらせるほどの威力を発揮することも可能。帰国後は「GC」で事務のパートをしている。
吉村慎太郎（よしむら しんたろう）
- 種族：人間 性別：男性 年齢：不明
- 職業：研究員
- 所属：帝国大学

笹原教授の助手で、フォンヌの恋人。純朴そうな風貌の眼鏡の生年。昔は色白だったが、笹原教授のフィールドワークについて海外に出ている間にすっかり日焼けしていた。考古学の一環として魔術や呪術も学問として学んでいるらしく、地面に魔法陣を描いてテレポートする隠し技を持っている。フォンヌとは学生時代同じサークルで知り合い、ボランティア活動を通して親しくなった。
千倉朔之進（ちくら さくのしん）
- 種族：人間 性別：男性 年齢：不明
- 職業：武士、農夫、服飾縫製
- 所属：「テーラーちくら」

戦国時代からタイムスリップしてきた武士で、桜の夫。鋭い目と桜が一目で気に入る整った容貌、伸ばした黒髪と和服姿、さらに外出の際には編み笠が特徴。
バウンティーハンターではないが戦国の世を生き抜いた剣の腕と動きの鋭さは人間離れしている。たたら鉄の日本刀でオリハルコンの剣を斬り（折ったのではなく斬った）、ワーウルフのバタネンに銃を向ける間も与えずその動きを封じるほどの実力者。
性格は実直そのもので忠義に厚く家族想い。普段は寡黙で落ち着いた佇まいだが、戦人の習性は現代に来てなお抜けず、周囲の殺気立った雰囲気などには過剰に反応する。またかつての主君織田信長が明智光秀の裏切りによって死亡したことを史実として知ったため、クーデターといった言葉を聞くと戦国時代の記憶に立ち戻り錯乱しながら仇討ちに燃えあがる。
武家の出自ではないが実直さと剣の腕を買われて織田信長に仕えた尾張生まれの戦国武士であったが、天正16年本能寺の変の知らせを受け恋人のくの一、かすみと共に本能寺に向かう途中7,800年後の聖歴22年に独りタイムスリップしてしまい、そこでかすみと瓜二つの桜と出会う。成り行きから笹原家に保護され、その素直な性格が幸いしたのかタイムスリップ現象や聖歴22年の社会についてもあるがままをすんなりと受け入れた。
ほどなく発情期を迎えた桜に襲われ、3人の子供をもうけるとともになし崩し的に夫婦となる。当初は桜に向かって戦国時代に残したまま生き別れた恋人かすみの名で呼びかけてしまうなど元の時代に想いを馳せていたが、夫として父として暮らしていくうちに桜や家族と固い絆で結ばれていった。結婚後1年以上内職や野良仕事で稼いでいたようだが、やがて「テーラーちくら」を立ち上げ服飾や縫製の仕事を営む。
「GC」の女子社員の胸や足を強調した制服は朔之進のデザインであった。後に旧中国大陸にある精霊球の第一輸出国でクーデターが起きた際、ちょうど桜家に居候していたサン王子に協力する形でレジスタンスに参加。久々の合戦に燃え大いに活躍し、その功績により与えられた北海道ほどの土地を嬉々として開墾する日々を送っている。

### その他の登場人物
白
- 種族：妖狐ハーフ 性別：メス 年齢：0歳

桜と朔之進の子供。本名：楓（カエデ）
黒
- 種族：妖狐ハーフ 性別：オス 年齢：0歳

桜と朔之進の子供。本名：柾（マサキ）
ブチ
- 種族：妖狐ハーフ 性別：メス 年齢：0歳

桜と朔之進の子供。本名：椿（ツバキ）
牡丹（ぼたん）
- 種族：妖狐（九尾の狐） 性別：メス 年齢：不明
- 職業：正一位稲荷神
- 所属：穆淸院門前稲荷

桜の母。正式な名前は穆淸院門前稲荷牡丹（ぼくせいいんもんぜんいなりぼたん）といい、見た目も性格も桜によく似ている。神の使いであり、自身もれっきとした正一位の神様。旧兵庫県尼ヶ崎市の穆淸院門前稲荷に祭られており、普段はそこで二人の巫女と暮らしている。「GC」設立時に出資した大株主の1人。阪神ファン。
立花誠（たちばな まこと）
- 種族：人間 性別：男性 年齢：不明
- 職業：喫茶店経営
- 所属：「らんぷ新宿店」

「PC」がテナントとして入っていたビルにある喫茶店のマスター。「PC」健在の頃から「GC」設立後まで変わることなく、半ばバウンティーハンターの溜まり場のようになっている店を切り盛りしている気さくな男。店はいつも繁盛しているが、種族の体格に合わせた量のメニューを格安で提供しているため、儲けは少ない。
立花綾美（たちばな あやみ）
- 種族：人間 性別：女性 年齢：不明
- 職業：喫茶店経営
- 所属：「らんぷ新宿店」

夫の立花誠とともにらんぷ新宿店を切り盛りする黒髪をポニーテールにしたメガネの女性。しばしば夏姫の思春期特有の悩みを聞いたり恋愛相談に乗ったりと、目立たないところで良いお姉さんぶりを発揮している。一時期産休で店を休んでいた。
スペードのアキラ
- 種族：人間 性別：男性 年齢：不明
- 職業：ハンティングメイズエレクトロニクス会長
- 所属：「ハンティングメイズエレクトロニクス（HME）」

電機メーカー「HME」の会長で、「GC」の大株主。西部劇かぶれな服装をしている。ジャケットに電磁シールドを組み込んだり、それを飛行用に改良するなどしては、装備品として「GC」に提供している。目的は主に広告宣伝のため。
エンジェル富田
- 種族：神 性別：男性 年齢：不明
- 職業：下級三位神
- 所属：「保険会社エンジェルリング」

保険会社エンジェルリングの御曹司で、「GC」の筆頭株主。柔和な笑みを崩さないが、タブーを犯すことを好む趣味をもち、悪魔であるグレイとの結婚を画策している。

### 犯罪者
キノコ
- 容疑：国際保護法違反、麻薬取締法違反、その他数十件

キノコの姿をした魔物。見かけによらず凶悪犯。みのがしてください、みのがしてください、と繰り返しながら襲い掛かってくる。
ジャック
- 容疑：不明

恐竜のような姿の魔物。ハイアットの父親。フォンヌのF・エルフによって射殺された。
ギャン・流童
- 容疑：不明

魔物。ストリップバーの常連で、夏姫の電撃で黒焦げになった。「PC」倒産により警察に引き渡す前に差し押さえられた。
チャパパ
- 容疑：危険物取締法違反

ネズミの魔物。夏姫の個人ハンターライセンスに見習いと書かれているのを見て襲い掛かってきた。
真緒
- 容疑：窃盗未遂

ワーキャット。ヌプーが1年以上捜査をすすめ、夏姫が潜入捜査していた義賊猫十字軍の一員。まだメンバーとしての活動はしておらず、初仕事で捕らえられすぐ釈放された。
ネズミ窃盗団
- 容疑：強盗

ネズミの魔物の群れ。コンビニ強盗に入ったつもりが間違えて発電所に侵入してしまい居直り強盗となったが、夏姫らに捕らえられた。後に夏姫に復讐するため脱獄した。
手配Noへ518
- 容疑：キュウリ泥棒

河童。電撃を食らって気絶した。
アーギャン・リサ
- 容疑：不明

巨大な銃を担いだ、獣の耳と翼を持った色っぽいメスの獣人。確保の際に夏姫を負傷させ、夏姫の仕事が父に知られるきっかけとなった。
富山の強盗団
- 容疑：強盗

小鬼（ゴブリン）の一団。富山の薬売りに変装して毎年冬を越す食料を奪いに街に現れる。装備は火縄銃のような骨董品だが、統制のとれた部隊として動くので非常に手強い。殺生石を弾丸として使い、桜を撃って老婆の姿にした。朔之進が追い詰めたが、結局風のリシェルによって捕獲された。
手配No2A-1173-ま
- 容疑：不明

翼と尻尾を持った獣人か魔物。「GC」設立後夏姫とフォンヌの最初の獲物となった。
ウコバク
- 容疑：不明

ヒノカグツチという剣を持った魔物。不破とリシェルによって逮捕された。
アメノウズメ
- 容疑：不明

信者がいなくなって野生化した神の眷属。羽衣を着た女性。眷属だけあって多少の銃弾ではビクともせず、羽衣で夏姫の電撃をはじき返し、フォンヌをスキをついて拘束するなどしたが、ポーのミスが幸いして水を伝った夏姫の電撃に倒れた。

## テレビアニメ
1997年4月3日から9月25日まで、テレビ東京ほかにて放送された。
1999年にコロムビアミュージックエンタテインメントよりDVD-BOXが発売され、その後2004年に再発売された。

### キャスト
- 笹原夏姫 - 宮村優子
- 穆淸院門前稲荷桜 - 芝原チヤコ
- バタネン藤岡 - 大塚明夫
- トミィ藤岡 - 石野竜三
- フォンヌ・ウォークレイ - 三石琴乃
- ポー・ド・ロックフォール - 天野由梨
- 千倉朔之進 - 関俊彦
- 近藤直子 - 引田有美、真柴摩利(代役)
- 無駄神係長 - 坂東尚樹
- グレイ・サマンサ - 三橋加奈子
- 立花誠 - 藤原啓治
- 立花綾美 - 山崎和佳奈
- ボブ - 遠近孝一

### スタッフ
- 原作 - MEE（角川書店カドカワコミックス刊）
- 監督 - 大森貴弘
- シリーズ構成 - 富田祐弘
- キャラクターデザイン - 後藤圭二
- メカニックデザイン - 宮川治雄
- 音楽 - 川井憲次
- 美術監督 - 長崎斎
- 撮影監督 - 沖野雅英
- カラーデザイン - 海鋒重信
- 編集 - 関一彦、小林容子
- 音響監督 - 菊田浩巳
- 音楽プロデューサー - 金子重雄
- プロデューサー - 高見正人、横山真二郎、深草礼子
- 製作 - 日本コロムビア、創通エージェンシー、スタジオぴえろ

### 各話リスト
| 話数   | サブタイトル               | 脚本     | 演出       | 絵コンテ          | 作画監督          | 放送日        |
| ------ | -------------------------- | -------- | ---------- | ----------------- | ----------------- | ------------- |
| 第1話  | ばうんてぃ・はんたぁ       | 富田祐弘 | 高田淳     | 大森貴弘          | 神戸洋行          | 1997年 4月3日 |
| 第2話  | 九尾の狐？桜、現る         | 大橋志吉 | 石原立也   | 石原立也          | 武本康弘          | 4月10日       |
| 第3話  | こんびねいしょん不安？     | 柳川茂   | 久米一成   | 久米一成          | 柳瀬雄之          | 4月17日       |
| 第4話  | 一宿一飯                   | 富田祐弘 | 高田淳     | 高田淳            | 南伸一郎          | 4月24日       |
| 第5話  | 泣きたい夜                 | 大橋志吉 | 貞光紳也   | 貞光紳也          | 大和田直之        | 5月1日        |
| 第6話  | 賞金稼ぎの休暇             | 柳川茂   | 上宇都辰夫 | 上宇都辰夫        | 池田和美          | 5月8日        |
| 第7話  | すまん!!                   | 富田祐弘 | 千明孝一   | 千明孝一          | 神戸洋行          | 5月15日       |
| 第8話  | 暇なし金なし免許なし       | 大橋志吉 | 原博       | 久米一成          | 柳瀬雄之          | 5月22日       |
| 第9話  | 友情は氷の如し             | 柳川茂   | 高田淳     | 高田淳            | 南伸一郎          | 5月29日       |
| 第10話 | 冷たい檻にサラバ           | 柳川茂   | 梅庵       | 梅庵              | 武本康弘          | 6月12日       |
| 第11話 | 欲しいぞライセンス         | 大橋志吉 | 貞光紳也   | 貞光紳也          | 高倉佳彦          | 6月19日       |
| 第12話 | 大阪ラプソディ             | 富田祐弘 | 高田淳     | 千明孝一          | 滝川和男          | 6月26日       |
| 第13話 | ネコの鈴                   | 富田祐弘 | 鈴木卓夫   | 久米一成          | 原博              | 7月3日        |
| 第14話 | サムライにっぽん           | 大橋志吉 | 島美子     | 島美子            | 池田和美          | 7月10日       |
| 第15話 | サクラ、サクカナ？         | 柳川茂   | 貞光紳也   | うえだひでひと    | 後藤圭二          | 7月17日       |
| 第16話 | みんな、ヘン？             | 富田祐弘 | 高田淳     | 高田淳            | 南伸一郎          | 7月24日       |
| 第17話 | 子供ワラワラ、夏姫フラフラ | 大橋志吉 | 原博       | 原博              | 津幡佳明          | 7月31日       |
| 第18話 | どぉせぇ時代               | 柳川茂   | 石原立也   | 石原立也          | 武本康弘          | 8月7日        |
| 第19話 | 猫達に明日はない！？       | 富田祐弘 | 高田淳     | うえだひでひと    | 柳瀬雄之          | 8月14日       |
| 第20話 | 不思議の巨大ドーム         | 大橋志吉 | 貞光紳也   | 貞光紳也          | 新田靖成 大西雅也 | 8月21日       |
| 第21話 | 陽あたりの良い縁側         | 柳川茂   | 山崎たかし | 千明孝一 貞光紳也 | 南伸一郎          | 8月28日       |
| 第22話 | ポーさんのユーウツ         | 富田祐弘 | 石原立也   | 石原立也          | 池田和美          | 9月4日        |
| 第23話 | 桜様・御乱心！             | 大橋志吉 | 久米一成   | 久米一成          | 戸部敦夫          | 9月11日       |
| 第24話 | 災厄の日                   | 柳川茂   | 石原立也   | 石原立也          | 池田和美          | 9月18日       |
| 第25話 | どっちがすき？             | 富田祐弘 | 貞光紳也   | 梅庵              | 後藤圭二          | 9月25日       |

※テレビ東京系本放映時マザー：D-2デジタルVTR。
※AT-X初回放映時マザー：デジタルベータカム。

### 主題歌
オープニングテーマ「That's はいぱーてんしょん!!」
作詞：浅見 純　作曲・編曲：上畑正和
歌 - aya
エンディングテーマ「HOLD UP!」
作詞：ASAGI　作曲：TA,COOL　編曲：TA,COOL&NAGIE
歌 - 夏姫 & 桜（宮村優子 & 芝原チヤコ）
CD：日本コロムビア

## 関連商品

### 小説版
- 春眠暁（著）・MEE（原作・イラスト）、富士見書房〈富士見ファンタジア文庫〉、全3巻
  - 『はいぱーぽりす (1) 猫娘、まっしぐら！』、1997年6月20日発売[4]、ISBN 4-8291-2746-5
  - 『はいぱーぽりす (2) 猫娘、だいすき♡』、1997年8月20日発売[5]、ISBN 4-8291-2765-1
  - 『はいぱーぽりす (3) 猫娘、げんきっ？』、1997年8月20日発売[6]、ISBN 4-8291-2781-3

### 音楽集
- はいぱーぽりす 音楽集VOL.1
- はいぱーぽりす 音楽集VOL.2

※発売・販売：日本コロムビア

### ラジオドラマ
- 「CDドラマ はいぱーぽりす外伝」これが誤解の追いかけっこ? Vol.1
- 「CDドラマ はいぱーぽりす外伝」いで湯、湯の花、恋の花 Vol.2

※発売・販売：日本コロムビア

### DVD-BOX
- はいぱーぽりす DVD-BOX（片面2層DVD×5枚組、全25話収録、ジュエルケース入り、紙製BOX、日本コロムビア発売）